# Karl-Marx-Straße (Berlin)
Karl-Marx-Straße – ulica w Berlinie, w okręgu administracyjnym Neukölln, w dzielnicy Neukölln. Część zachodnia nazywała się początkowo  Bergstraße, pozostała Berliner Str., obecna nazwa na cześć Karola Marksa obowiązuje od 1947. W 2013 trwa rewitalizacja ulicy nazywana [Aktion! Karl-Marx-Straße].

## Komunikacja
Wzdłuż ulicy biegnie linia U7 metra w Berlinie, która ma tu cztery przystanki:
- Hermannplatz
- Rathaus Neukölln
- Karl-Marx-Straße
- Berlin-Neukölln – stacja Ringbahn